# انغراس (جنين بشري)

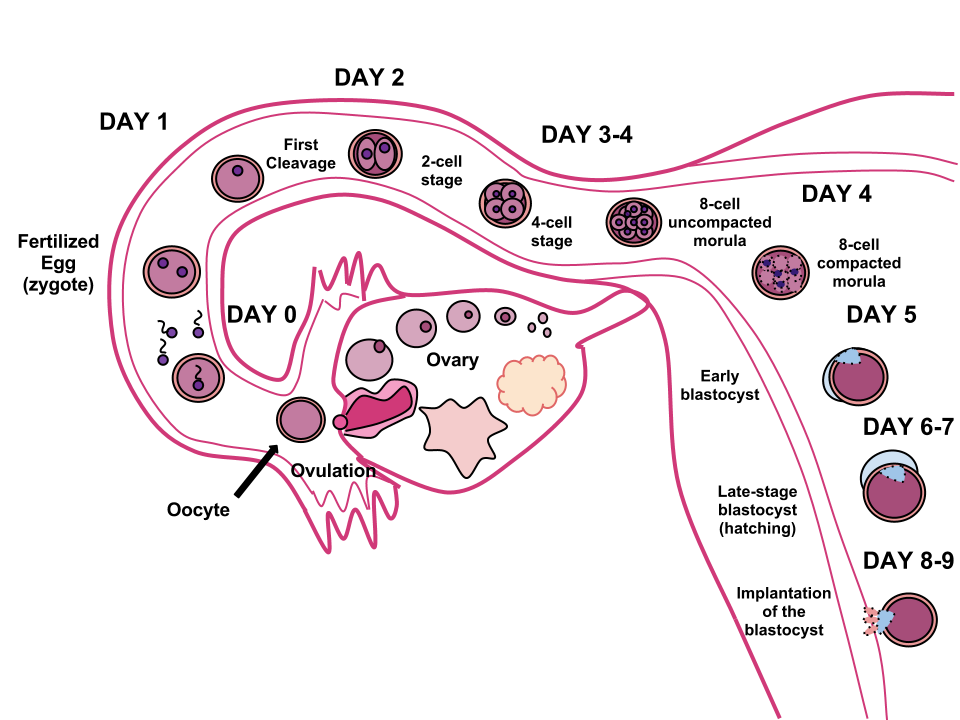
التخصيب في الإنسان. يتحد الحيوان المنوي والبويضة، مكوناً حملاً مستكناً (الذي في خلال 8-9 أيام) سينغرس في حائط الرحم، وحيث سيقيم هناك لمدة 9 أشهر.

الانغراس أو التَوْكِين في البشر (كما هو الحال في كل الثدييات الأخرى، باستثناء وحيدات المسلك)، هو مرحلة مبكرة جداً من الحمل الذي فيها يلتصق الحمل المستكن بجدار الرحم. في هذه المرحلة من النماء السابق للولادة يكون الحمل المستكن عبارة عن كيسة أريمية. وعن طريق هذا الالتصاق يتلقى الجنين الأوكسجين والمواد المغذية من الأم ليكون قادر على النمو.
وفي البشر، يحدث انغراس البويضة المخصبة بعد حوالي 9 أيام من الإباضة، والتي تتراوح بين 6 و 12 يوماً

## مزيد من القراءات
- "Implantation of the blastocyst..."